# جون بوشامب جونز
جون بوشامب جونز (بالإنجليزية: John Beauchamp Jones)‏ (6 مارس 1810، بالتيمور في الولايات المتحدة - 4 فبراير 1866، بورلينغتون في الولايات المتحدة)؛ صحفي وروائي أمريكي.